# Phyllodoce impostii
Phyllodoce impostii är en ringmaskart som beskrevs av Jean Victor Audouin och Milne Edwards in Quatrefages 1866. Phyllodoce impostii ingår i släktet Phyllodoce och familjen Phyllodocidae. Inga underarter finns listade i Catalogue of Life.